# 문산중학교 (경남)
문산중학교(文山中學校)는 대한민국 경상남도 진주시 충무공동에 있는 공립 중학교이다.

## 학교 연혁
- 1948년 8월 15일 : 광문학원 문산중학교 기성회 창립
- 1948년 11월 15일 : 2학급 첫 입학식
- 1949년 3월 30일 : 재단법인 광문학원 및 문산중학교 설립 인가
- 1949년 7월 1일 : 제1대 교장 김성봉 취임, 초대 이사장 김복식 취임
- 1951년 7월 10일 : 제1회 졸업식 (97명 배출)
- 1966년 2월 27일 : 교사 이동 (진양고등학교내로)
- 1986년 3월 1일 : 공립중학교 설립 변경인가
- 2015년 3월 1일 : 8학급 인가(특수학급1 포함)
- 2016년 2월 22일 : 혁신도시 내 이설학교로 이전
- 2023년 2월 10일 : 제73회 졸업(졸업생 205명) 총졸업생 13,002명
- 2023년 3월 1일 : 제25대 화용득 교장 부임
- 2023년 3월 2일 : 입학식(신입생 314명)

## 참고 자료
- 문산중학교 - 한국교육학술정보원 학교알리미